# Аргета, Манлио
Манлио Аргета (исп. Manlio Argueta; р. 24 ноября 1935, Сан-Мигель, Сальвадор) — сальвадорский поэт, писатель
, журналист; представитель «поколения ответственных». Из-за своих взглядов, в период гражданской войны, с 1972 по 1993 гг. находился в изгнании в Коста-Рике, а его произведения были под запретом в Сальвадоре. Ныне — директор Национальной библиотеки Сальвадора.

## Биография
Автор сборника поэм «На освещённой стороне» (En el costado de la luz, 1968) и антиолигархического романа «Красная Шапочка в “красной зоне”» (Caperucita en la zona roja, 1977). Наибольшу известность получила повесть «День из её жизни» (Un día en la vida, 1980), переведённая на многие, в том числе русский, языки.